# Eleição municipal de Santana de Parnaíba em 2012
A eleição municipal de Santana de Parnaíba em 2012 aconteceu em 7 de outubro de 2012 para eleger um prefeito, um vice-prefeito e 15 vereadores no município de Santana de Parnaíba, no Estado de São Paulo, no Brasil. O prefeito eleito foi Antônio da Rocha Marmo Cézar, do PSDB, com 51,63% dos votos válidos, sendo vitorioso logo no primeiro turno em disputa com dois adversários, Silvinho Peccioli (DEM) e Rosa dos Santos Almaça Marini, politicamente conhecida como Rosinha (PSOL). O vice-prefeito eleito, na chapa de Cezar, foi Oswaldo Luiz Oliveira Borrelli (PSDB).
A disputa para as 15 vagas na Câmara Municipal de Santana de Parnaíba envolveu a participação de 40 candidatos. O candidato mais bem votado foi Regis Salles, que obteve 1.720 votos (3,27% dos votos válidos).
Atualmente, quem ocupa o cargo de prefeito de Santana de Parnaíba é Elvis Leonardo Cezar (PSDB), filho de Antônio da Rocha Marmo Cezar, devido à cassação de seu mandato, ainda em 2012.

## Antecedentes
Na eleição municipal de 2008, Silvinho Peccioli, do DEM, foi eleito como prefeito da cidade, com 27.171 votos, 59,41% dos válidos.

## Candidatos
Foram três candidatos à prefeitura em 2012: Cezar do PSDB, Silvinho Peccioli do DEM e Rosinha do PSOL.
| N.º | Candidato(a)      | Vice       | Partido | Coligação |
| --- | ----------------- | ---------- | ------- | --- |
| 25  | Silvinho Peccioli | Pedro Mori | DEM     | “Santana de Parnaíba quer mais” (DEM / PC do B / PHS / PMDB / PMN / PP / PPS /PR / PRB / PRP / PRTB / PSB / PSD / PSDC / PSL / PTB / PTC / PT do B / PV) |
| 45  | Marmo Cezar       | Borrelli   | PSDB    | "É hora de mudar" (PDT / PSDB / PPL) |
| 50  | Rosinha           | Henrique   | PSOL    | "PSOL" |

## Resultados

### Prefeito
No dia 7 de outubro, Cezar foi reeleito com 51,63% dos votos válidos.

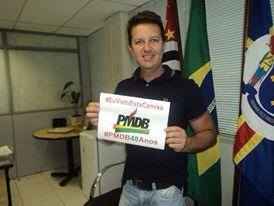
Vereador Régis Salles da cidade de Santana de Parnaíba, SP

| \| Candidato(a) \| Vice \| 1º Turno 7 de outubro de 2012 \| 1º Turno 7 de outubro de 2012 \| \| Candidato(a) \| Vice \| Votação \| Votação \| \| \| \| Total \| Porcentagem \| \| ----------------------- \| ----------------------- \| ----------------------------- \| ----------------------------- \| \| Cezar (PSDB) \| Oswaldo Borrelli (PSDB) \| 28.697 \| 51,63% \| \| Silvinho Peccioli (DEM) \| Pedro Mori (PSB) \| 25.991 \| 46,76% \| \| Rosinha (PSOL) \| Henrique (PSOL) \| 895 \| 1,61% \| \| Total de votos válidos \| Total de votos válidos \| 55.583 \| 90,01% \| \| Votos em branco \| Votos em branco \| 2.260 \| 3,66% \| \| Votos nulos \| Votos nulos \| 3.910 \| 6,33% \| \| Total \| Total \| 61.753 \| 100% \| \| Abstenções \| Abstenções \| 10.369 \| 14,38% \| \| Votos apurados \| Votos apurados \| 61.753 \| 100% \| \| Total de eleitores \| Total de eleitores \| 72.122[4] \| 100% \| Eleito(a) |                         |                               |                               |
| Candidato(a) | Vice                    | 1º Turno 7 de outubro de 2012 | 1º Turno 7 de outubro de 2012 |
| Candidato(a) | Vice                    | Votação                       |                               |
| |                         | Total                         | Porcentagem                   |
| Cezar (PSDB) | Oswaldo Borrelli (PSDB) | 28.697                        | 51,63%                        |
| Silvinho Peccioli (DEM) | Pedro Mori (PSB)        | 25.991                        | 46,76%                        |
| Rosinha (PSOL) | Henrique (PSOL)         | 895                           | 1,61%                         |
| Total de votos válidos | Total de votos válidos  | 55.583                        | 90,01%                        |
| Votos em branco | Votos em branco         | 2.260                         | 3,66%                         |
| Votos nulos | Votos nulos             | 3.910                         | 6,33%                         |
| Total | Total                   | 61.753                        | 100%                          |
| Abstenções | Abstenções              | 10.369                        | 14,38%                        |
| Votos apurados | Votos apurados          | 61.753                        | 100%                          |
| Total de eleitores | Total de eleitores      | 72.122                        | 100%                          |

### Vereador
O vereador mais votado foi Regis Salles (PMDB), que teve 1.720 votos. O PSB é o partido com o maior número de vereadores eleitos (3), seguido por PMDB, PSDB, DEM e PTB com dois cada.
| Resultado da eleição para a Câmara Municipal de Santana de Parnaíba em 2012 por candidato | Resultado da eleição para a Câmara Municipal de Santana de Parnaíba em 2012 por candidato | Resultado da eleição para a Câmara Municipal de Santana de Parnaíba em 2012 por candidato | Resultado da eleição para a Câmara Municipal de Santana de Parnaíba em 2012 por candidato | Resultado da eleição para a Câmara Municipal de Santana de Parnaíba em 2012 por candidato | Resultado da eleição para a Câmara Municipal de Santana de Parnaíba em 2012 por candidato |
| Candidato                                                                                 | Número                                                                                    | Partido                                                                                   | Votos                                                                                     | Porcentagem                                                                               |                                                                                           |
| ----------------------------------------------------------------------------------------- | ----------------------------------------------------------------------------------------- | ----------------------------------------------------------------------------------------- | ----------------------------------------------------------------------------------------- | ----------------------------------------------------------------------------------------- | ----------------------------------------------------------------------------------------- |
| Regis Salles                                                                              | 15000                                                                                     | PMDB                                                                                      | 1.720                                                                                     | 3,27%                                                                                     |                                                                                           |
| Ronaldo Santos                                                                            | 40000                                                                                     | PSB                                                                                       | 1.479                                                                                     | 2,81%                                                                                     |                                                                                           |
| Agnaldo Moreno                                                                            | 25000                                                                                     | DEM                                                                                       | 1.454                                                                                     | 2,76%                                                                                     |                                                                                           |
| Vicentão                                                                                  | 15100                                                                                     | PMDB                                                                                      | 1.366                                                                                     | 2,60%                                                                                     |                                                                                           |
| Angelo Da Silva                                                                           | 40100                                                                                     | PSB                                                                                       | 1.366                                                                                     | 2,60%                                                                                     |                                                                                           |
| Chiquinho Miguel                                                                          | 14000                                                                                     | PTB                                                                                       | 1.190                                                                                     | 2,26%                                                                                     |                                                                                           |
| Guilherme Correia                                                                         | 25555                                                                                     | DEM                                                                                       | 1.185                                                                                     | 2,25%                                                                                     |                                                                                           |
| Nequinho                                                                                  | 14614                                                                                     | PTB                                                                                       | 1.145                                                                                     | 2,18%                                                                                     |                                                                                           |
| Gino Mariano                                                                              | 28123                                                                                     | PRTB                                                                                      | 1.007                                                                                     | 1,91%                                                                                     |                                                                                           |
| Cibele Da Silva                                                                           | 40444                                                                                     | PSB                                                                                       | 978                                                                                       | 1,86%                                                                                     |                                                                                           |
| Alemão da Banca                                                                           | 43456                                                                                     | PV                                                                                        | 962                                                                                       | 1,83%                                                                                     |                                                                                           |
| Dr Rogerio                                                                                | 65888                                                                                     | PC do B                                                                                   | 718                                                                                       | 1,37%                                                                                     |                                                                                           |
| Amancio Neto                                                                              | 45000                                                                                     | PSDB                                                                                      | 577                                                                                       | 1,10%                                                                                     |                                                                                           |
| Nilson Cadeirante                                                                         | 12345                                                                                     | PDT                                                                                       | 490                                                                                       | 0,93%                                                                                     |                                                                                           |
| Marcos O Tonho                                                                            | 45111                                                                                     | PSDB                                                                                      | 475                                                                                       | 0,90%                                                                                     |                                                                                           |

| Votos válidos   | Votos válidos   | 52.588 | 85,16% |
| Votos nulos     | Votos nulos     | 6.396  | 10,36% |
| Votos em branco | Votos em branco | 2.769  | 4,48%  |
| Total           | Total           | 61.753 | 100%   |
| --------------- | --------------- | ------ | ------ |

## Lei das Inelegibilidades
Logo após as eleições de 2012, o Tribunal Superior Eleitoral (TSE) indeferiu o registro de candidatura de Antônio da Rocha Marmo Cezar, devido a seu histórico no exercício do cargo de presidente da Câmara dos Vereadores), em 2000. Na época, Cezar teve suas contas rejeitadas pelo Tribunal de Contas do Estado de São Paulo (TCE-SP) e seu mandato cassado, tornando-o inelegível para as eleições de 2012, de acordo com a Lei das Inelegibilidades.
Como Cezar, enquanto candidato a prefeito da cidade, obteve mais de 50% dos votos que agora teriam de ser considerados nulos, o Tribunal Regional Eleitoral (TRE) considerou necessária a realização de eleições suplementares. Realizadas em 1° de dezembro de 2013, o novo prefeito eleito foi o filho de Antônio da Rocha Marmo Cezar, Elvis Leonardo Cezar (PSDB), com o vice que já estava em exercício, Oswaldo Borrelli. Os outros candidatos que participaram da eleição foram Silvinho Peccioli, Magno Eiji Mori, Helson Nunes De Almeida, Ronaldo Fabiano Dos Santos Almança e João Carlos Pinto.

## Campanha eleitoral e Eleições Suplementares de 2013
Ainda na campanha eleitoral para as novas eleições em 2013, foi apresentado um recurso ao TRE para que o registro de candidatura de Elvis Leonardo Cezar fosse impugnado pois, enquanto vereador da Câmara Municipal de Santana de Parnaíba, Elvis Cezar teve seu mandato cassado por quebra de decoro parlamentar, em maio de 2012. No entanto, ele nunca saiu efetivamente do cargo de vereador que ocupava desde 2008. Ainda em 2012, Elvis Cezar foi reeleito em outubro e subiu para a posição de presidente da Câmara Municipal, graças a uma liminar que suspendeu temporariamente sua cassação.
Em 2013, graças a legislação eleitoral (artigo 16-A da Lei 9.504/1997), Elvis Cezar pode se candidatar a prefeito de Santana de Parnaíba e participar normalmente de todos os passos da campanha, e foi eleito como prefeito em 1° de dezembro. No entanto, 17 dias depois foi novamente considerado como inelegível pelo TRE e teve seu registro de candidatura indeferido, de acordo com a Lei da Ficha Limpa.

### Resultados
No dia 1° de dezembro de 2013, Elvis Leonardo Cezar foi eleito com 68,37% dos votos válidos.
| Candidato(a)                              | Vice                        | 1º Turno 7 de outubro de 2012 | 1º Turno 7 de outubro de 2012 |
| Candidato(a)                              | Vice                        | Votação                       | Votação                       |
|                                           |                             | Total                         | Porcentagem                   |
| ----------------------------------------- | --------------------------- | ----------------------------- | ----------------------------- |
| Elvis Leonardo Cezar (PSDB)               | Oswaldo Borrelli (PSDB)     | 36.096                        | 68,37%                        |
| Silvinho Peccioli (DEM)                   | Olair Oliani                | 13.598                        | 25,76%                        |
| Magno Eiji Mori (PSB)                     | Marcelo Donisete Dos Santos | 1.775                         | 3,36%                         |
| Helson Nunes De Almeida (PV)              | Adalberto Fernandes Rosas   | 834                           | 1,58%                         |
| Ronaldo Fabiano Dos Santos Almança (PSOL) | Fabio Yamasaki              | 261                           | 0,49%                         |
| João Carlos Pinto (PT)                    | Admilson Manuel Da Silva    | 230                           | 0,44%                         |
| Total de votos válidos                    | Total de votos válidos      | 52.794                        | 92,60%                        |
| Votos em branco                           | Votos em branco             | 1.804                         | 3,16%                         |
| Votos nulos                               | Votos nulos                 | 2.418                         | 4,24%                         |
| Total                                     | Total                       | 57.016                        | 100%                          |
| Abstenções                                | Abstenções                  | 15.430                        | 21,30%                        |
| Votos apurados                            | Votos apurados              | 57.016                        | 100%                          |
| Total de eleitores                        | Total de eleitores          | 72.446                        | 100%                          |

## Análises
Em outubro de 2013, o pleito de 2012 em Santana de Parnaíba foi anulado porque Antonio da Rocha Marmo Cezar (PSDB), o mais votado com 28.697 votos, teve seu registro de candidatura indeferido pela Ficha Limpa.
Conforme a legislação eleitoral, quando essa nulidade atinge mais da metade dos votos de um município, nova eleição dever ser marcada (Código Eleitoral – lei 4.737/1965, artigo 224). Portanto, os juízes do Tribunal Regional Eleitoral de São Paulo (TRE-SP) aprovaram as resoluções que marcam, para 1º de dezembro, novas eleições para prefeito e vice em Santana do Parnaíba.
A nova eleição foi direcionada apenas para o cargo de prefeito e, diferentemente do ande 2012 – que apenas três políticos se candidataram –, desta vez foram seis candidatos. São eles Elvis Cezar (PSDB), João Carlos (PT), Magno Mori (PSB), Nunes Ambiental (PMN), Ronaldo Almança (PSol) e Silvio Peccioli (DEM).

## Cenário Atual
Em 31 de dezembro de 2014, o Tribunal Superior Eleitoral (TSE) soltou uma liminar que mantinha Elvis Cezar no exercício de prefeito de Santana de Parnaíba. De acordo com Dias Toffoli, Ministro do TSE, um novo presidente em menos de dois anos poderia causar uma instabilidade política para a cidade, que poderia acarretar na paralisação de projetos e obras.
Com isso, no dia 5 de janeiro de 2015, foi realizada a cerimônia de diplomação de Elvis Cezar, que assumiu definitivamente como prefeito de Santana de Parnaíba.